# Acanthonema
Acanthonema é um género botânico pertencente à família Gesneriaceae.

## Sinonímia
- Carolofritschia

## Espécies
Estão descritas duas espécies:
- Acanthonema diandrum
- Acanthonema strigosum